# 摩尼教壁畫殘片 MIK III 6918
摩尼教壁畫殘片編號「 6918」是一幅收藏於德國柏林亞洲藝術博物館的摩尼教壁畫殘片，繪製於公元10世紀左右，在20世紀初被德國吐魯番考察隊發現於新疆高昌故城遺址。殘片長88釐米、寬168.5釐米，描繪的是摩尼教教會裡的禮拜儀式場面。:138

## 簡述

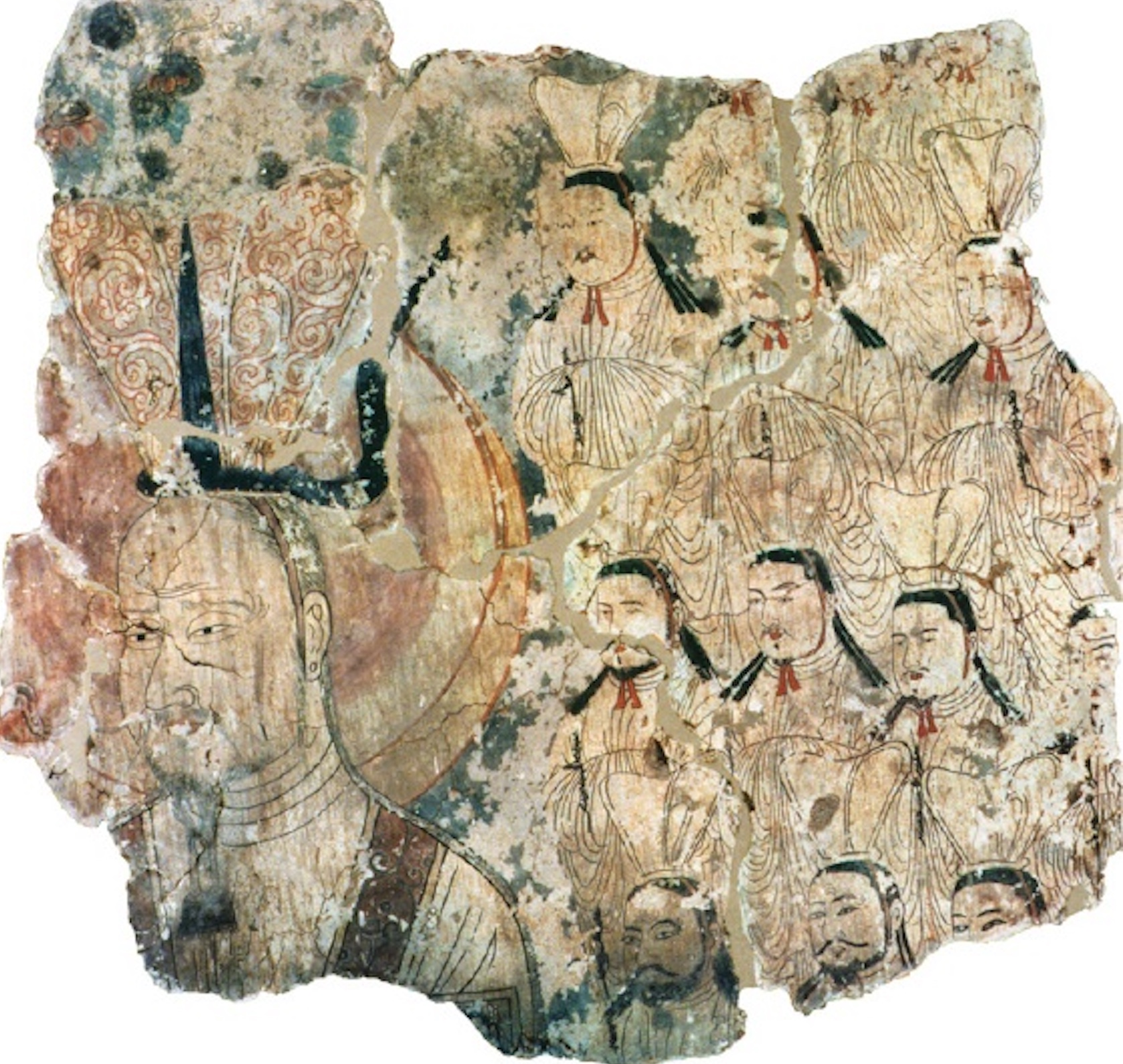
壁畫左側細部

這幅壁畫描繪了古代高昌回鶻摩尼教團體的崇拜儀式，最左邊的肖像是整幅畫裡尺寸最大的，應是當地教會的主教，即「東方主教」，過去一直錯誤地將該像判斷為摩尼教創始人摩尼的畫像。他佩戴一頂裝飾華麗的高冠，最特別的是他腦後的頭光呈現出新月形狀，整體看來有如新月日輪圖案。他身後排列着衆多摩尼教選民和平信徒，有男有女，他們均穿白色長袍，頭戴白色高冠，這些都是典型的摩尼教服飾。

## 另見
- 摩尼教抄本殘頁
- 禮讚生命樹壁畫
- 粟特文摩尼教書信